# Brand X
Brand X es un grupo de jazz fusion activo entre los años 1975–1980, 1992–1999 y desde 2016 . Sus miembros más notables son John Goodsall (guitarra), Percy Jones (bajo), Robin Lumley (teclados), y Phil Collins (batería). Goodsall y Jones fueron los únicos miembros presentes en todas las formaciones de la banda. En 2016, Goodsall, Jones y Dennard se reunieron con los nuevos músicos Chris Clark en los teclados y Scott Weinberger en la percusión.

## Historia

### 1975–1980
Brand X comenzó en 1975 como una banda de jam contratada por Richard Williams, de Islands Records. Danny Wilding anotó el nombre "Brand X" con el objetivo de mantener un registro de sus actividades en el estudio, asentándose como nombre de la banda. La primera formación la integraron Goodsall, Jones y Lumley, junto al guitarrista Pete Bonas y al batería John Dylan. Brevemente tras la formación de la banda Dylan fue reemplazado por Phil Spinelli, quien dejó la banda poco después junto con Bonas. En este tiempo la banda realizó algunas grabaciones inéditas en el estudio Basing Street, propiedad de Island Records.
Phil Collins, batería de Genesis, reemplazó a Spinelli y a principios de 1976 Unorthodox Behaviour fue estrenado coincidiendo con un extenso tour por Reino Unido. Previamente, en Genesis, Collins había asumido la labor de vocalista principal tras la salida de Peter Gabriel con el disco de 1976 A Trick of the Tail. Debido a problemas de calendario entre las dos bandas, Collins saldría de Brand X repetidas veces, dejándolo permanentemente en 1979.
El percusionista Morris Pert fue añadido a la formación para su posterior trabajo, Moroccan Roll (1977). La banda había contratado anteriormente a otros percusionistas, incluyendo a Gaspar Lawal, Bill Bruford y Preston Heyman, quienes operaron extraoficialmente dentro de la banda. También en 1976 el álbum Marscape fue lanzado por Jack Lancaster y Robin Lumley en el que participaron Jones, Goodsall y Collins de Brand X. A principios de 1977, Brand X necesitaba un reemplazo para el batería Phil Collins debido a conflictos de agendia con Genesis (aunque Collins volvería a la banda más tarde ese mismo año) y Kenwood Dennard del grupo de Pat Martino fue reclutado en Nueva York, haciendo su debut en la gira norteamericana de la banda (una aventura de 32 fechas entre mayo y junio de 1977) y apareciendo por tanto en el álbum Livestock (1977). Collins volvió para una serie de citas en septiembre de 1977 incluyendo dos apariciones en el mismo día en Londres (Crystal Palace Garden Party) y París (Fete de l’Humanite) donde tocaron ante una audiencia de unas 230,000 personas. Esta sería la primera vez que un grupo daría dos conciertos al aire libre en dos países diferentes el mismo día. Más tarde en ese mismo año hubo un segundo tour por EE. UU., otra vez con Dennard reemplazando a Collins en la batería. El siguiente año vio la luz su siguiente álbum, Masques (1978). A finales de julio de 1978, Goodsall se lesionó de tendinitis. Como resultado, la banda actuó sin guitarrista lo que quedaba, aunque tocó en uno o dos shows a finales de año.
En 1979, tras la salida de Burgi, Lumley y Collins volvieron al grupo, junto con el bajista John Giblin y el batería Mike Clark. La banda comenzó entonces una serie de sesiones de grabación en abril de 1979 que generarían suficiente material como para dos álbumes,Product (1979) y Do They Hurt? (1980). Esto ocurrió en Startling Studios, situado en la casa de campo de Ringo Starr (anteriormente de John Lennon), con dos formaciones distintas constituidas por ocho miembros colaborando alternativamente. Como Percy Jones explicó más tarde: "Nuestras compañías discográfica y management se quejaban por las bajas ventas y pedían que hiciésemos una música más accesible. Algunos de los chicos aceptaron la propuesta, pero yo sentía que hacer esto no generaría un nuevo público sino que alienaría al que ya teníamos. La única solución era hacer dos bandas, siendo una más accesible y otra más experimental. Para mis cosas la formación era Robinson, Clark, Goodsall y yo; para la otra dirección fue Lumley, Collins y Goodsall con John Giblin en el bajo. Grabábamos por turnos, el nuestro iba de 8pm a 4am y los otros de 10am a 6pm".[cita requerida]
Tras completar los dos álbumes, Clark y Pert dejaron la banda, y los seis miembros restantes grabaron otro disco, Is There Anything About? (1982), que sería el último en incluir a Lumley y Collins, y no sería lanzado al mercado hasta dos años y medio tras la disolución de la banda. Siguiendo a la finalización de las sesiones de grabación, el grupo se embarcó en tour mundial, siguiendo con la salida definitiva de Collins. Clark volvió a la batería y la banda giró por Reino Unido en abril y mayo de 1980 (junto con Bruford). Tras el tour la banda se separó.

### 1992–1999
Goodsall y Jones reunieron Brand X con el batería Frank Katz in 1992. Para solventar la falta de teclista, Goodsall usó un sistema Gibson Max MIDI para disparar los sintetizadores, samplers y sonidos de teclado junto con las guitarras. Esta formación grabó Xcommunication (1992). En 1996, tras las incorporaciones de Frank Pusch (bajo/teclados/percusión), Marc Wagnon (bajo/sintetizadores/percusión) y Danny Wilding (flauta), grabaron Manifest Destiny (1997). Al año siguiente, después de la salida de Katz y su posterior sustitución por Pierre Moerlen (anteriormente de Gong) y con el teclista Kris Sjobring, el grupo giró por Japón y Europa. Brand X se disolvió otra vez en 1999.
Recientemente, Goodsall ha grabado con Franz Pusch y realizado conciertos en solitario con músicos invitados. Jones, Katz y Wagnon formaron Tunnels con el guitarrista Van Manakas durante la década de los 90. Goodsall tocó la guitarra en tres canciones del álbum Progressivity (2002), de Tunnels.

### 2016-presente
En junio de 2016 la banda anunció su regreso, realizando un tour por los Estados Unidos desde otoño de 2016 a primavera de 2017. La banda del tour se conforma por los miembros originales John Goodsall y Percy Jones, acompañados de Kenwood Dennard (Sting, Jaco Pastorius), batería, Chris Clark (John Entwistle Band), teclados, y Scott Weinberger (Adrian Belew, The Security Project), percusiones.

## Discografía

### Álbumes de estudio
- 1976 Unorthodox Behaviour - US No. 191
- 1977 Moroccan Roll - UK #37[4] US No. 125
- 1978 Masques
- 1979 Product - US No. 165
- 1980 Do They Hurt? - US No. 204
- 1982 Is There Anything About? UK #93[4]
- 1992 X-Communication
- 1997 Manifest Destiny

### Álbumes en directo
- 1977 Livestock - grabado en Ronnie Scott's Jazz Club entre agosto y septiembre del 76[5] - US No. 204
- 1996 Live at the Roxy L.A. - grabado el 23 de septiembre de 1979 (grabado en el casete de uno de los miembros de la banda desde la mesa de mezclas del lugar).
- 2000 Timeline - conciertos del 16 de noviembre de 1977 en Chicago y 21 de junio de 1993 en Nueva York.

### Recopilatorios
- 1986 Xtrax - pistas de los primeros siete álbumes.
- 1997 Missing Period - grabado entre 1975 y 1976, colección de cintas perdidas.
- 1999 X-Files: A 20 Year Retrospective - compilación que incluye proyectos anexos.
- 2003 Trilogy - Xcommunication + Manifest Destiny + grabaciones en directo del 27 de septiembre de 1979 en Nueva York
- 2014 Nuclear Burn - 4-CD boxset que contiene Unorthodox Behaviour, Moroccan Roll, Livestock, Masques, Product, y Do They Hurt? completos y cuatro canciones extra procedentes de sesiones sin editar en BBC.

## Enlaces
- Brand X Performances

- Datos: Q897767